# Ulica Karola Szajnochy we Wrocławiu

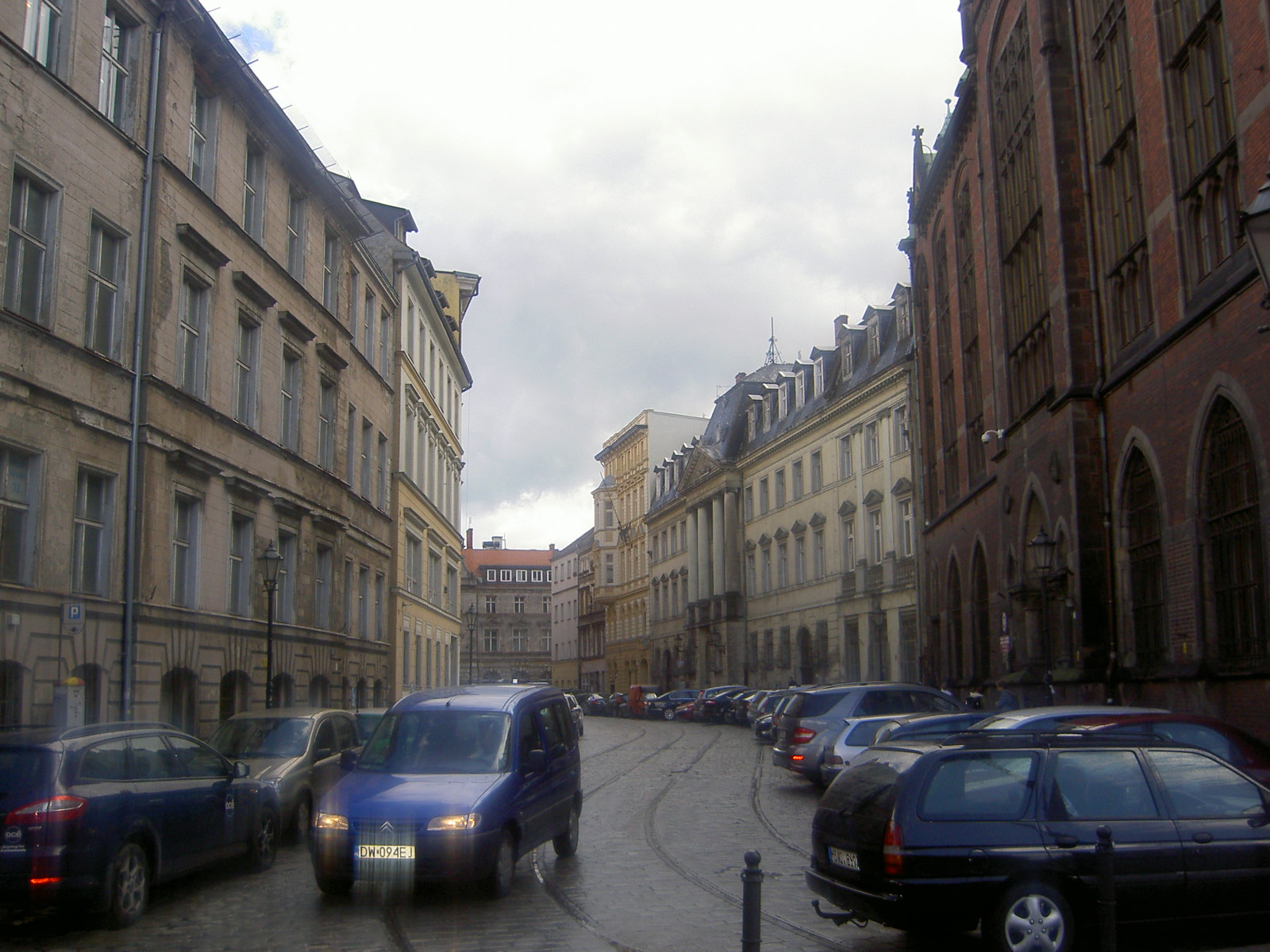
Widok w kierunku wschodnim

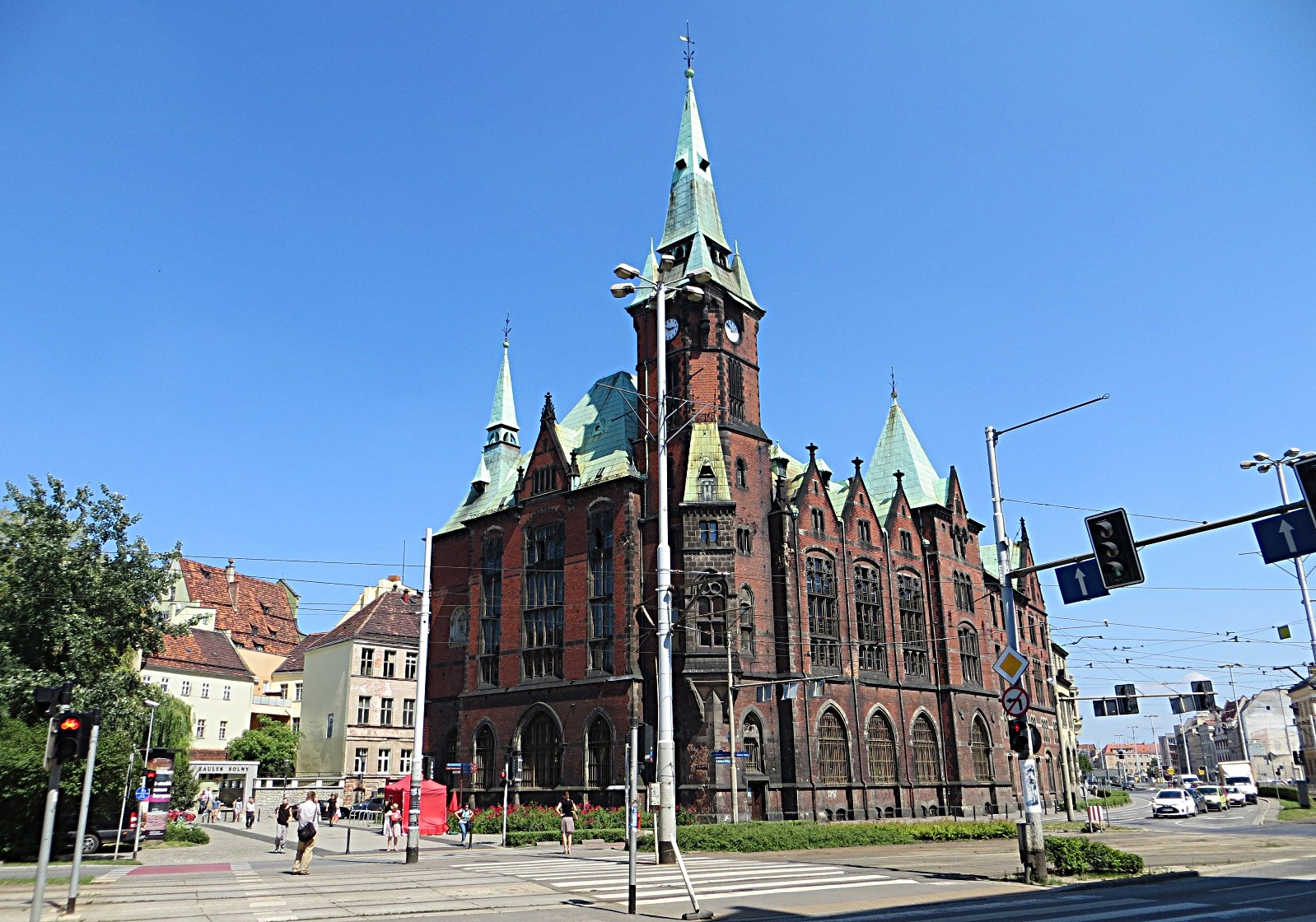
Plac, biblioteka i trasa W-Z, w tle koniec ulicy i dalej Zaułek Solny

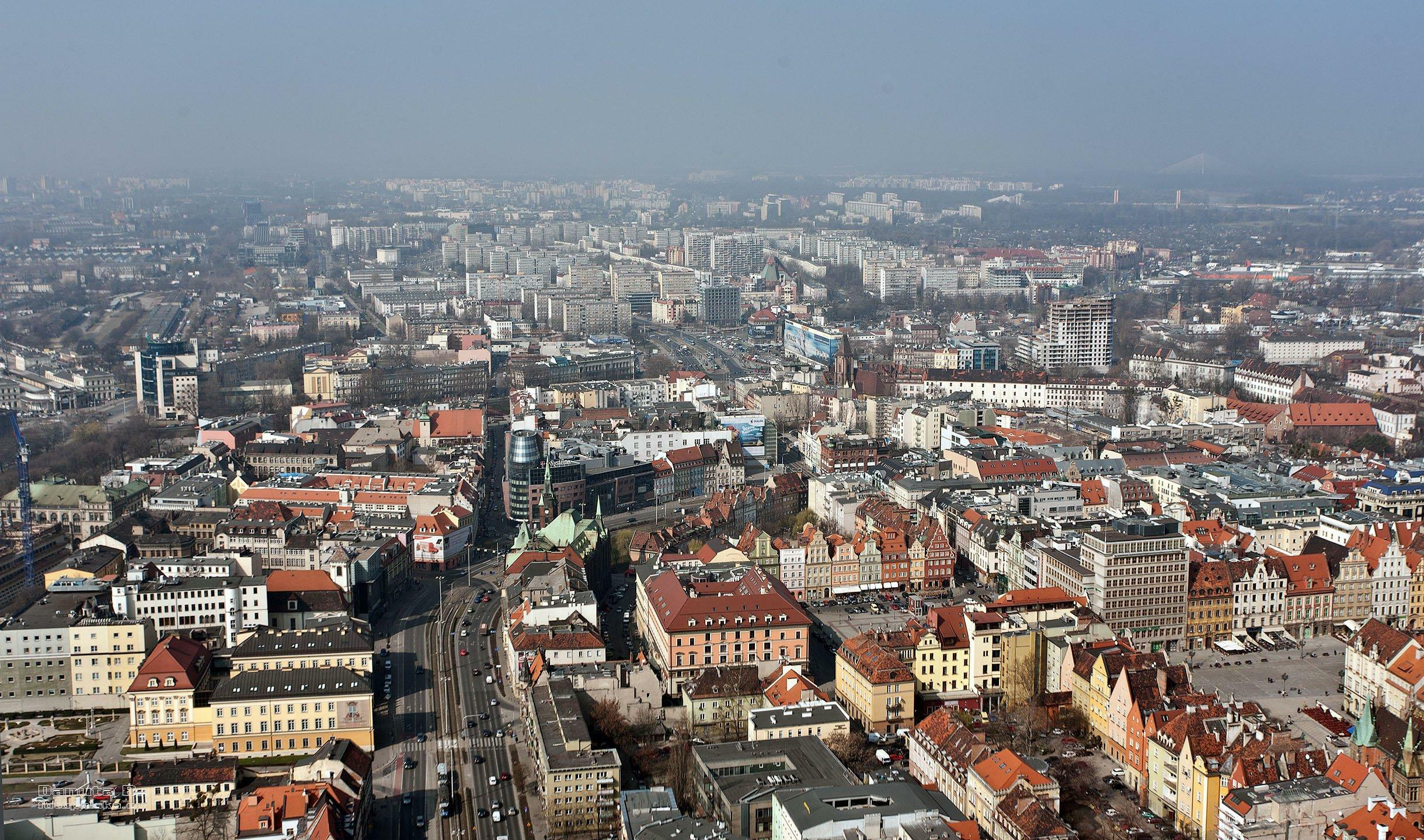
Ul. K. Szajnochy równoległa do Trasy W-Z

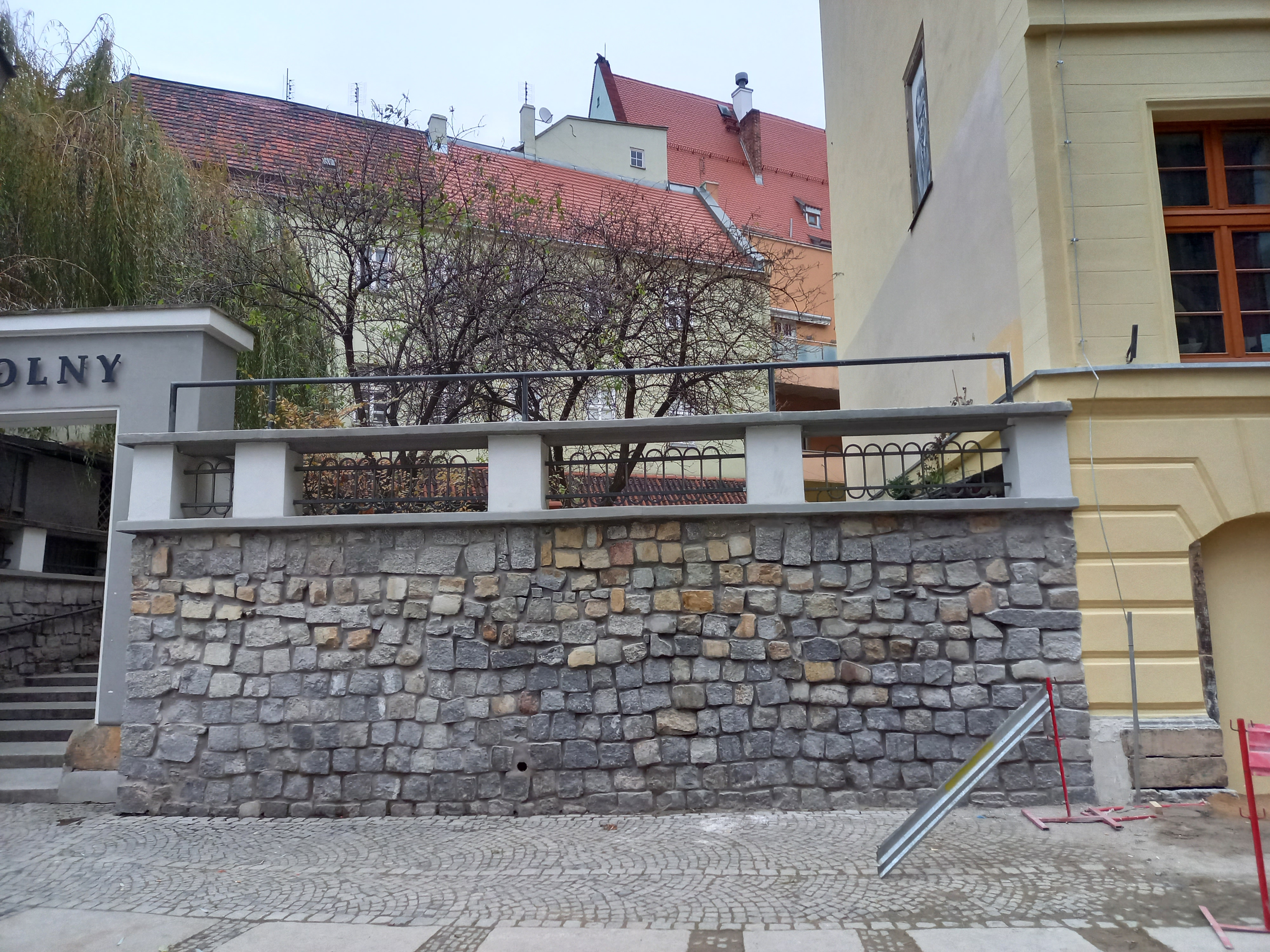
Niezabudowana posesja pod nr 6, obecnie ukształtowana w formie tarasu przy Zauku Solnym

Ulica Karola Szajnochy (niem. Roßmarkt)  – ulica położona we Wrocławiu na Starym Mieście. Łączy ulicę Eugeniusza Gepperta z ulicą Psie Budy, placem Bohaterów Getta oraz tzw. Zaułkiem Solnym. Ma 146 m długości. Przy ulicy położony jest między innymi zabytkowy budynek dawnej Miejskiej Kasy Oszczędności i Biblioteki Miejskiej pod numerem 7-9, w którym po wojnie mieściła się Biblioteka Uniwersytecka. Innym cennym zabytkiem tu położonym jest Pałac Wallenberg-Pachaly oraz budynek Starej Giełdy.

## Historia
Pierwotnie na północ od dzisiejszej ulicy przebiegał mur obronny, a na południe od niej znajdowało się ujściowe koryto Oławy, tzw. Czarna Oława stanowiąca fosę wewnętrzną. Tu zaś znajdował się targ koński połączony z placem Solnym tzw. Furtą Solną. Już w 1291 powstał w rejonie dzisiejszego placu Bohaterów Getta zbudowano Młyn Siedmiu Kół, który przetrwał do 1813/1814 r.. Natomiast we wschodnim krańcu przebiegała droga łącząca plac Solny z targiem i dalej przez most z południem. Współcześnie jest to ulica Eugeniusza Gepperta. Przy ulicy znajdowały się prowizoryczne stragany i budy targowe. Pierwsze sześć domów przy ulicy powstało przed 1477 r. Od 1552 r. nakazano przeniesienie tu z Rynku handlu drobiem. W końcu XIV wieku z placu tego wyodrębniła się ulica Psie Budy, stanowiąc przedłużenie ulicy Karola Szajnochy. Ówcześnie też pojawiła się zabudowa w pierzei północnej biegnąca wzdłuż muru. Później zabudowa ta uległa przekształceniom, a jej charakter przybrał formę oficyn dla nieruchomości położonych przy placu Solnym. Od XV wieku wzmiankowana jest zabudowa pierzei południowej ulicy, która biegła wzdłuż fosy wewnętrznej. Zabudowa obu pierzei znaczenie ograniczyła dostępną przestrzeń, co skutkowało przeniesieniem handlu końmi w nowe miejsce w 1549 r. na Wygon Świdnicki.
W latach 1785–1787 zbudowano klasycystyczny Pałac Wallenberg-Pachaly. Autorem projektu był Carl Gotthard Langhans. W gmachu mieścił się do 1945 r. bank . Z kolei w 1825 r. oddano do użytku budynek Starej Giełdy, położony przy placu Solnym 16, którego południowa elewacja współtworzy północną pierzeję ulicy Karola Szajnochy. Projektantem tego budynku był Carl Ferdinand Langhans, syn wyżej wspomnianego Carla Gottharda Langhansa . Budynek ten powstał w miejscu kamienicy i pałacu Rehdigerów. W latach 1887–1891 zbudowano neogotycki Gmach Miejskiej Kasy Oszczędności i Biblioteki Miejskiej (Sparkasse Und Stadtbibliothek) według projektu Richarda Plüddemanna. Przy tej inwestycji istotnym przekształceniom uległ także przyległy plac Bohaterów Getta (Karlsplatz), a gmach biblioteki stał się w tym otoczeniu dominantą .
Mury obronne rozpoczęto rozbierać od 1807 r., a od 1866 r. rozpoczęto zasypywanie Czarnej Oławy.
Na końcu ulicy znajduje się tzw. Zaułek Solny zapewniający piesze połączenie placu Solnego z placem Bohaterów Getta i dalej ulicami Kazimierza Wielkiego, św. Antoniego i Krupniczą. Tu znajduje się posesja o numerze 6 przypisanym do ulicy Karola Szajnochy, pod którą w miejscu dawnej zabudowy pozostał nieużytkowy taras z widokiem na plac Bohaterów Getta i ulicą św. Antoniego. Brama prowadząca z ulicy do zaułku została przebudowana. Jej forma wzbudziła duże kontrowersje i spotkała się z krytyką. Ponadto zajęła trzecie miejsce (antynagroda) w dorocznym konkursie Makabryła organizowanym przez architektoniczny portal Bryła. Projekt powstał w Autorskiej Pracowni architekta Macieja Małachowicza, który pierwotnie proponował odnowienie istniejącej tu wcześniej bramy lub odtworzenie w formie historycznej, jaka istniała w posadowionym tu niegdyś budynku, lecz ówczesny miejski konserwator zabytków pani Katarzyna Hawrylak-Brzezowska zdecydowała o przyjęciu nowej, uproszczonej formy, która została zrealizowana. Prace rozpoczęto 8 października 2015 r. i trwały do grudnia, a ich koszt wyniósł 148 tys. zł   .

## Nazwy
W swojej historii ulica nosiła następujące nazwy:
- Roßmarkt, od 1352 r.[19] 1382 r.[c][37] do 1945 r.[19][37]
- Karola Szajnochy, od 1945 r.[1][37].

Nazwa ulicy Roßmarkt pochodziła od średniowiecznego targu końskiego. Współczesna nazwa ulicy została nadana przez Zarząd Miejski i ogłoszona w okólniku nr 63 z 1.09.1945 r. oraz nr 76 z 19.10.1945 r.. Upamiętnia ona Karola Szajnochę (urodzony 20 listopada 1818 w Komarnie, zmarły 10 stycznia 1868 we Lwowie), polskiego pisarza, historyka i działacza niepodległościowego . 

## Układ drogowy
Do ulicy przypisana jest droga gminna numer 105060D o długości 146 m klasy dojazdowej położona na działce o powierzchni 2472 m2. Ulica biegnie od ulicy Eugeniusza Gepperta do ulicy Psie Budy, placu Bohaterów Getta oraz tzw. Zaułku Solnego. Przebiega w całości w strefie ograniczenia prędkości do 30 km/h. Ulica, jako położona w strefie ograniczenia prędkości włączona jest w system dróg rowerowych miasta i łączy się między innymi z kontrpasem rowerowym poprowadzonym ulicą Psie Budy i drogą przez plac Bohaterów Getta.
Ulice powiązane z ulicą Karola Szajnochy:
- skrzyżowanie: ulica Eugeniusza Gepperta[1][43]
- kontynuacja: ulica Psie Budy[1][44]
- plac Bohaterów Getta[3][4], oraz Zaułek Solny stanowiący piesze połączenie z Placem Solnym[5].

## Zabudowa i zagospodarowanie
Cała ulica zabudowana jest po obu stronach ciągłą zabudową pierzejową, na którą składają się budynki podlegające ochronie zabytków. Wprowadza się możliwość uzupełnienia tej zabudowy przy Zaułku Solnym 6. Głównym przeznaczeniem obiektów tu położonych to usługi centrotwórcze, w tym hotelowe i inne, także biurowe, a w mniejszym zakresie mieszkalnictwo.
Ulica położona jest w obszarze znajdującym się na wysokości bezwzględnej pomiędzy 117 a 118 m n.p.m.. Jest on objęty rejonem statystycznym nr 933120, w którym gęstość zaludnienia wynosiła 8151 osób/km² przy 498 osobach zameldowanych (według stanu na dzień 31.12.2018 r.).

## Ochrona i zabytki
Obszar, na którym położona jest ulica Karola Szajnochy, podlega ochronie w ramach zespołu urbanistycznego Starego Miasta z XIII–XIX wieku, wpisanego do rejestru zabytków pod nr. rej.: 196 z 15.02.1962 oraz A/1580/212 z 12.05.1967 r.. Inną formą ochrony tych obszarów jest ustanowienie historycznego centrum miasta, w nieco szerszym obszarowo zakresie niż wyżej wskazany zespół urbanistyczny, jako pomnik historii  . Samo miasto włączyło ten obszar jako cenny i wymagający ochrony do Parku Kulturowego "Stare Miasto", który zakłada ochronę krajobrazu kulturowego oraz uporządkowanie, zachowanie i właściwe kształtowanie krajobrazu kulturowego oraz historycznego charakteru najstarszej części miasta . Ponadto wskazuje się na konieczność ochrony i szczególnego wyeksponowania elementów Zaułki Solnego, w tym przejścia bramowego od placu Solnego, oraz elewacji budynków, uzupełnienie brakującej zabudowy oraz dopuszczenie zagospodarowania tarasów dla potrzeb lokalu gastronomicznego i kawiarni. Ochronie i wymogom podlega również kształtowanie posadzki w zaułku jako kamiennej z układem nawierzchni nawiązującym do istniejącego układu graficznego oraz akcentowania historycznych przejść i ciągów komunikacyjnych.
Przy ulicy i w najbliższym sąsiedztwie znajdują się następujące zabytki:
| obiekt, położenie | powstanie, nr rej. | fotografia |
| --- | --- | ---------- |
| strona północna | |            |
| Budynek "Starej Giełdy", obecnie biurowiec plac Solny 16 (ulica Karola Szajnochy 2)                                                        | 1825 r. (projekt Carl Ferdinand Langhans), po 1945 r., początek XXI wieku (lata 1822-1824) 26 z dnia 28.11.1947 r. oraz A/3097/124 z dnia 15.02.1962 r.          |            |
| Kamienica, obecnie budynek biurowy ulica Karola Szajnochy 3; plac Solny 15                                                                 | około 1880 r. (XVI-XIX wiek, 1924 r.) A/1497/523/Wm z dnia 28.06.1993 r. (całość z placem Solnym nr 15)                                                          |            |
| Kamienica z wewnętrznym dziedzińcem, obecnie budynek biurowy (m.in. siedziba banku) plac Solny 14-14a (ulica Karola Szajnochy 4)           | połowa XVI wieku, 3 kwartał XVIII wieku, przebudowy: 1858, 1874, 1891, 1812 i 1928 r. (wnętrza) (XVI-XVIII-XIX wiek, 1928 r.) A/1498/522/Wm z dnia 28.06.1993 r. |            |
| Oficyna kamienicy Eichbornów, obecnie budynek Izby Rzemieślniczej plac Solny 13                                                            | połowa XVI wieku, 2 połowa XVIII wieku, 2 połowa lat 90. XIX wieku, po 1900 r. (XVI wiek, 1905 r.) A/1499/518/Wm z dnia 30.12.1993 r.                            |            |
| Kamienica, obecnie nieużytkowana ulica Karola Szajnochy 5                                                                                  | około 1880 r. gez, mpzp |            |
| strona południowa | |            |
| Miejska Kasa Oszczędności i Biblioteka Miejska, obecnie biblioteka Uniwersytetu Wrocławskiego ulica Karola Szajnochy 7-9                   | lata 1886-1891 (projekt Richard Plüddemann) (lata 1887-1891) A/2372/420/Wm z dnia 30.12.1982 r.                                                                  |            |
| Pałac rodziny Wallenberg-Pachalych, obecnie biblioteka Uniwersytetu Wrocławskiego ulica Karola Szajnochy 10                                | lata 1785-1787 (projekt Carl Gotthard Langhans) 27 z dnia 28.11.1947 r. oraz A/2792/191 z dnia 15.02.1962 r.                                                     |            |
| Kamienica (komercyjny dom czynszowy z funkcją handlową w parterze), obecnie budynek biurowy z usługowym parterem ulica Karola Szajnochy 11 | 1891 r. (proj. A. Kassner), 2009 r. (remont) A/1084 z 17.09.2008                                                                                                 |            |
| Kamienica, obecnie budynek mieszkalny z usługowym przyziemiem ulica Karola Szajnochy 12                                                    | 1821 r. gez, mpzp |            |
| Kamienica, obecnie budynek mieszkalny z częściowo usługowym parterem ulica Kazimierza Wielkiego 34                                         | około 1880 r., około 1975 r. gez, mpzp |            |
| zamknięcie osi widokowej w kierunku wschodnim                                                                                              | |            |
| Schlesische-Boden-Credit-Actien Bank – obecnie bank PKO ulica Eugeniusza Gepperta 4                                                        | 1891 r. gez, mpzp |            |

## Iluminacje obiektów
Ze względu na wysokie walory kulturowe oraz pełnienie funkcji dominat gabarytowych lub wysokościowych dla sąsiedniego otoczenia, wybrane obiekty zostały wskazane do iluminacji:
- budynek Starej Giełdy[69]
- budynek "Dawnej Kasy Oszczędności" następnie Biblioteki Uniwersyteckiej[27].